# Deronectes jaechi
Deronectes jaechi är en skalbaggsart som beskrevs av Wewalka 1989. Deronectes jaechi ingår i släktet Deronectes och familjen dykare. Inga underarter finns listade i Catalogue of Life.